# Sankai-Wasserfall
Der Sankai-Wasserfall (japanisch 三階の滝 Sankai-no-taki) ist ein Wasserfall in der Präfektur Miyagi. Er hat eine Fallhöhe von 181 m bei einer Breite von ca. 10 m und ist Teil der 1990 vom Umweltministerium aufgestellten Liste der Top-100-Wasserfälle Japans. Der Name des Wasserfalls setzt sich aus den beiden Kanjis für „drei“ (三, „san“) und „Etage“ (階, „kai“) zusammen.